# Museo Yámana
El Museo Yámana es un museo localizado en la ciudad de Ushuaia, en la provincia de Tierra del Fuego, Antártida e Islas del Atlántico Sur, en Argentina.

## Historia
El museo fue inaugurado en 1999 con el nombre de Museo de Maquetas Mundo Yámana. En sus salas exhibe sobre la vida de los pueblos originarios yámanas o (yaganes) y su cultura, tanto antes como después de la llegada de los europeos a la isla Grande de Tierra del Fuego. El museo posee diversos paneles y maquetas que reproducen escenas de la vida cotidiana de los yámanas.
La primera sala ilustra sobre el poblamiento de América y de la isla fueguina. La segunda, las maneras en que se contactaron los europeos y los yámanas. Antes de ello, hay una muestra sobre los descendientes de los pueblos originarios en Tierra del Fuego incluyendo a los Haush, Selk’nam y Alacaluf. La tercera sala, ilustra las costumbres yámanas.

## Galería de imágenes

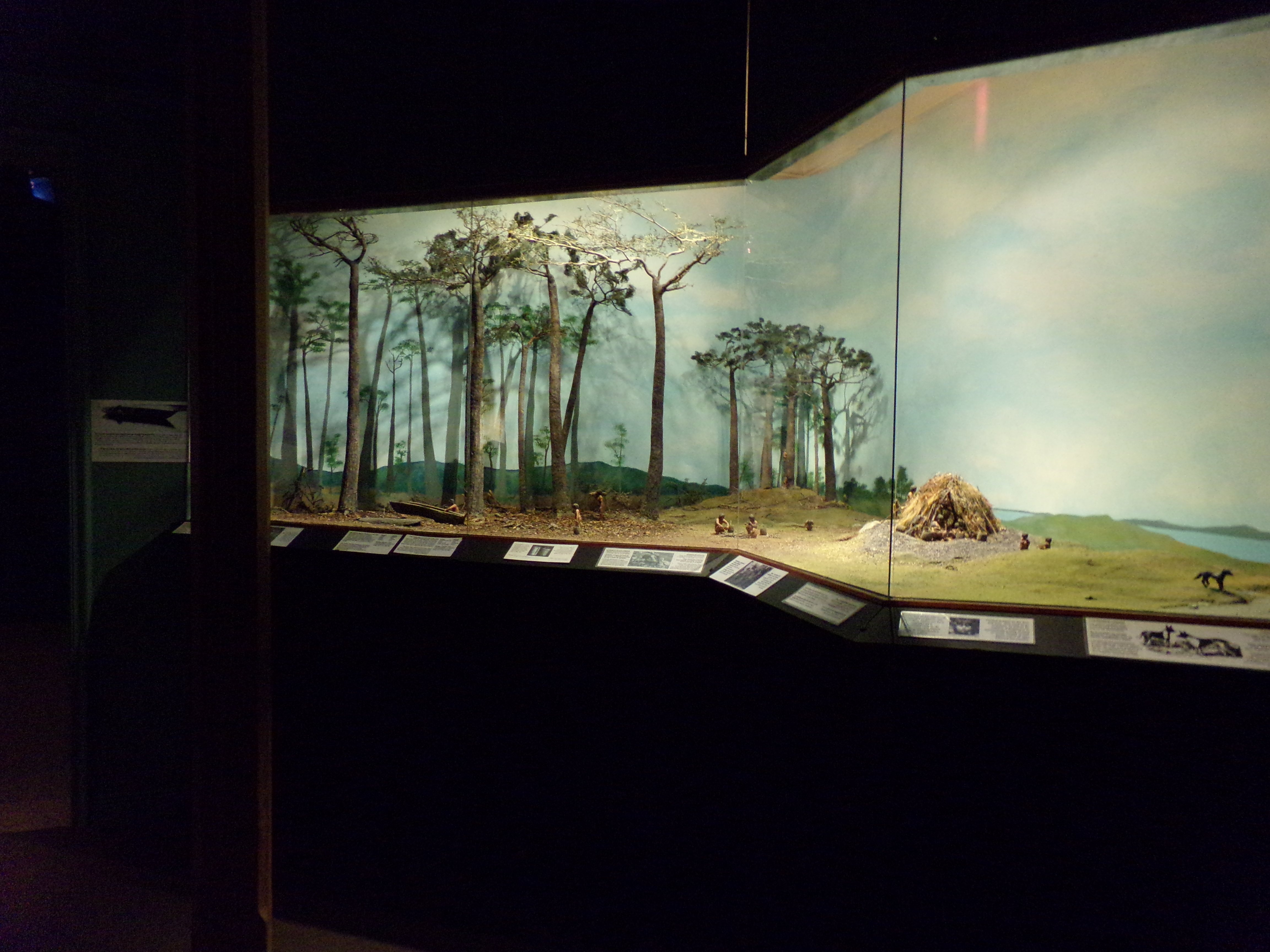
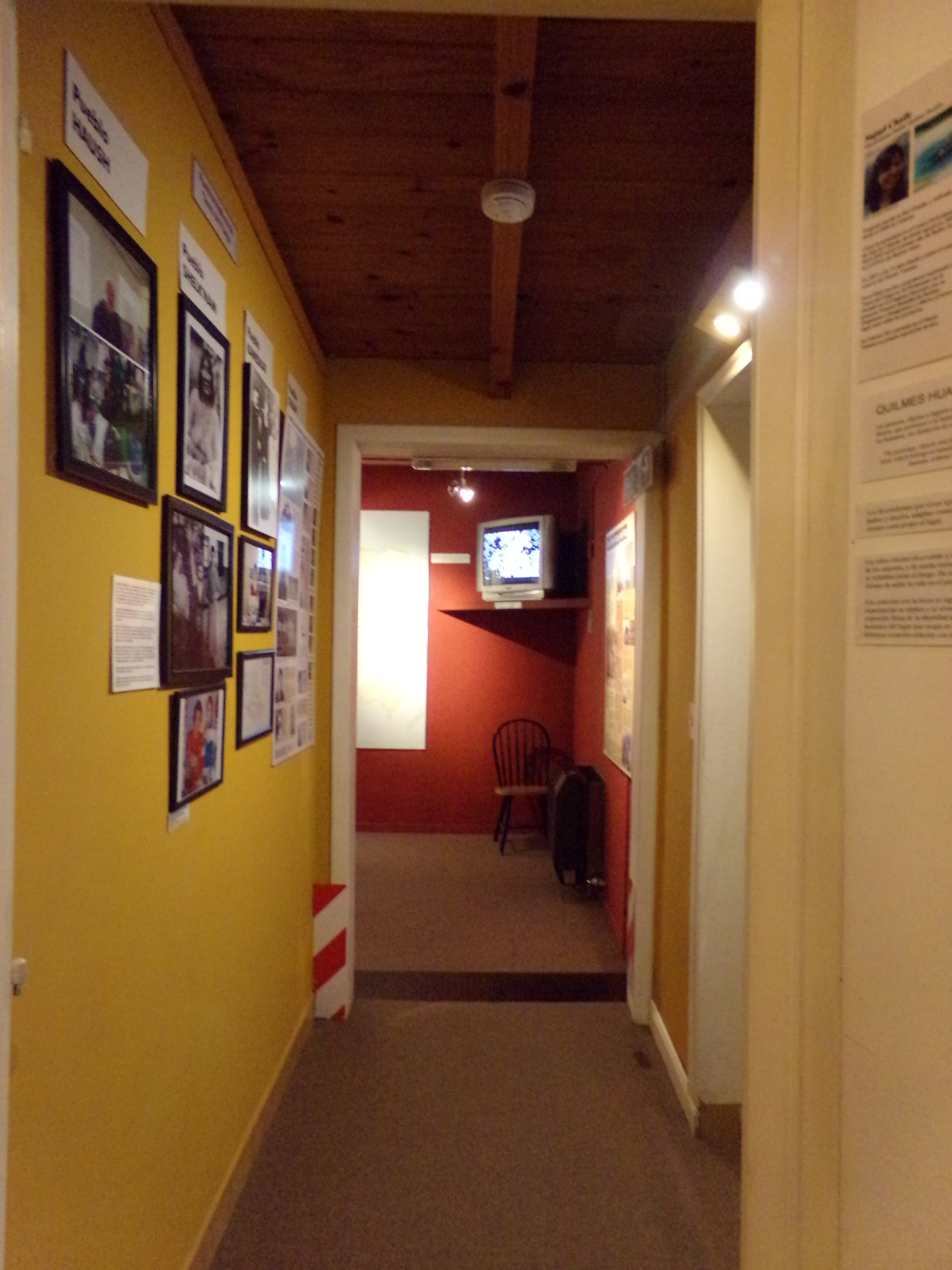
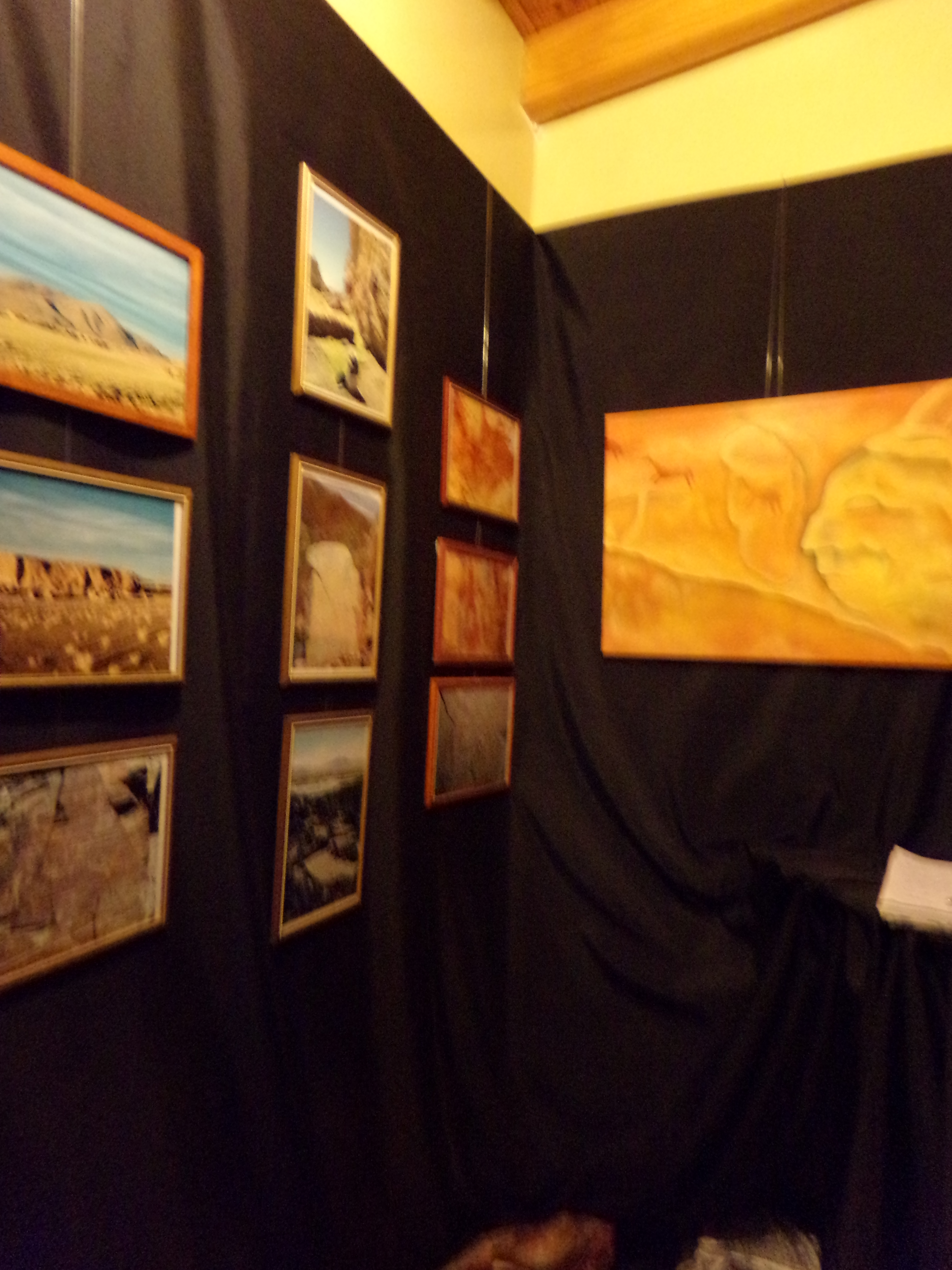
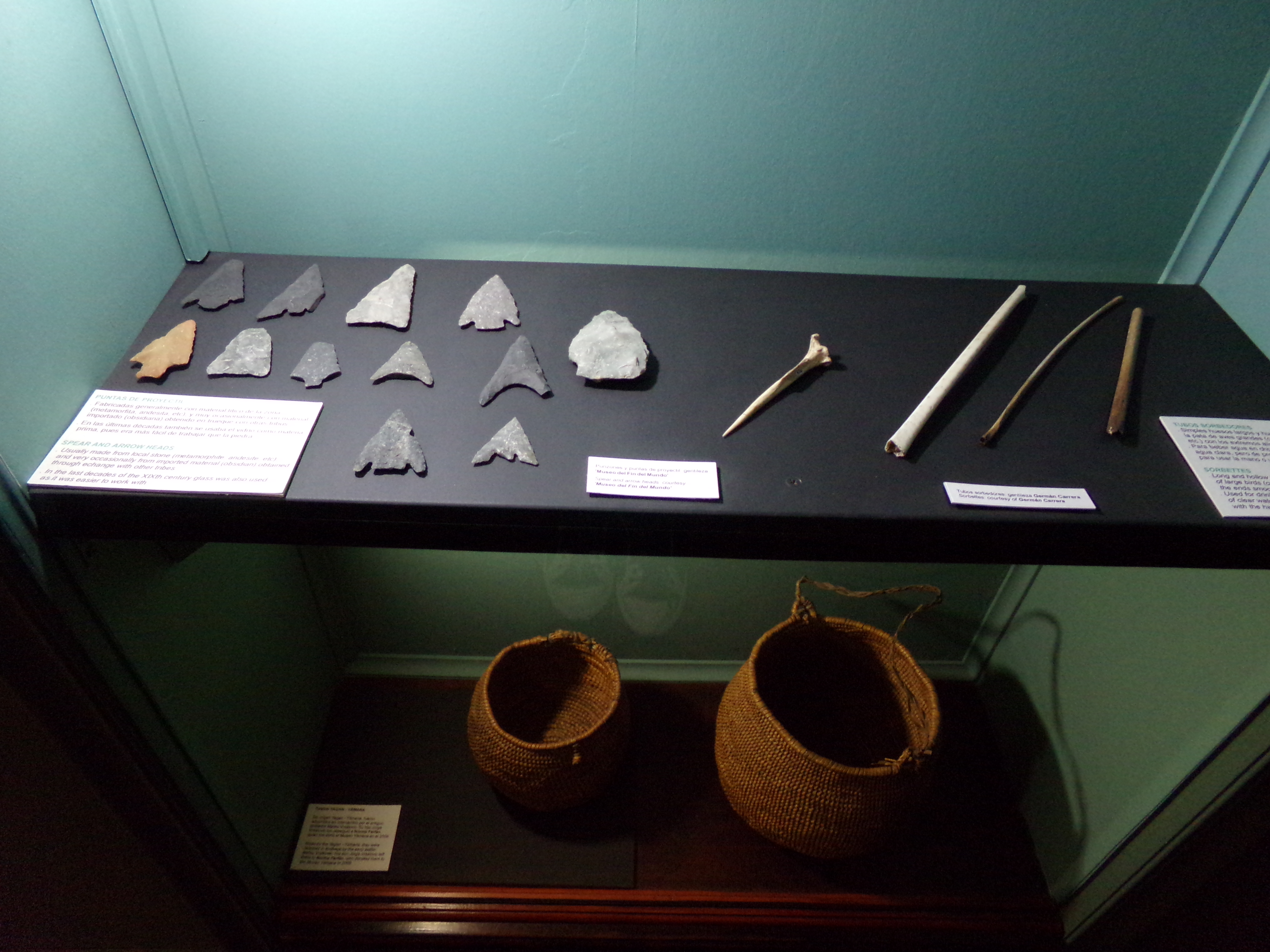
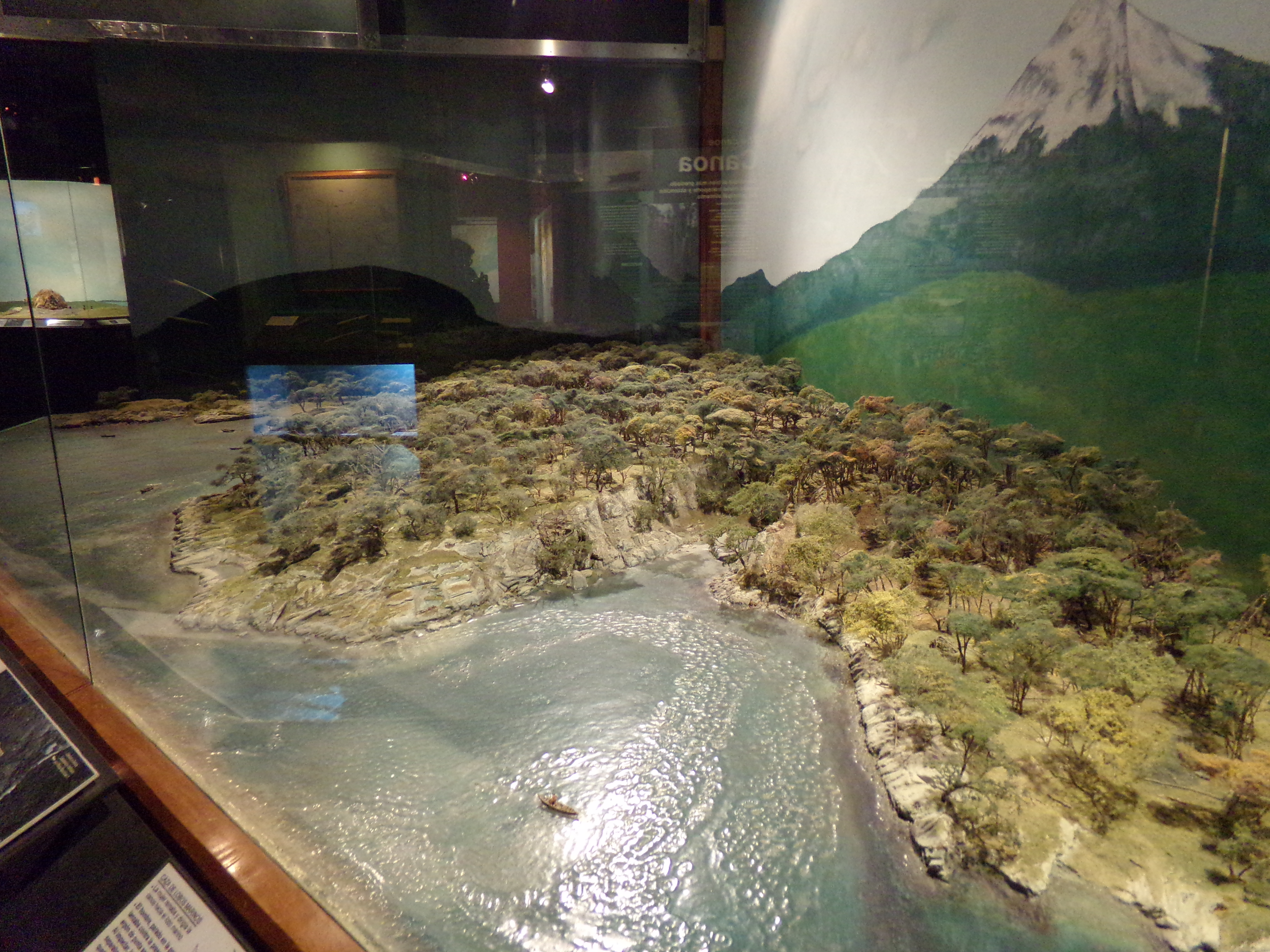
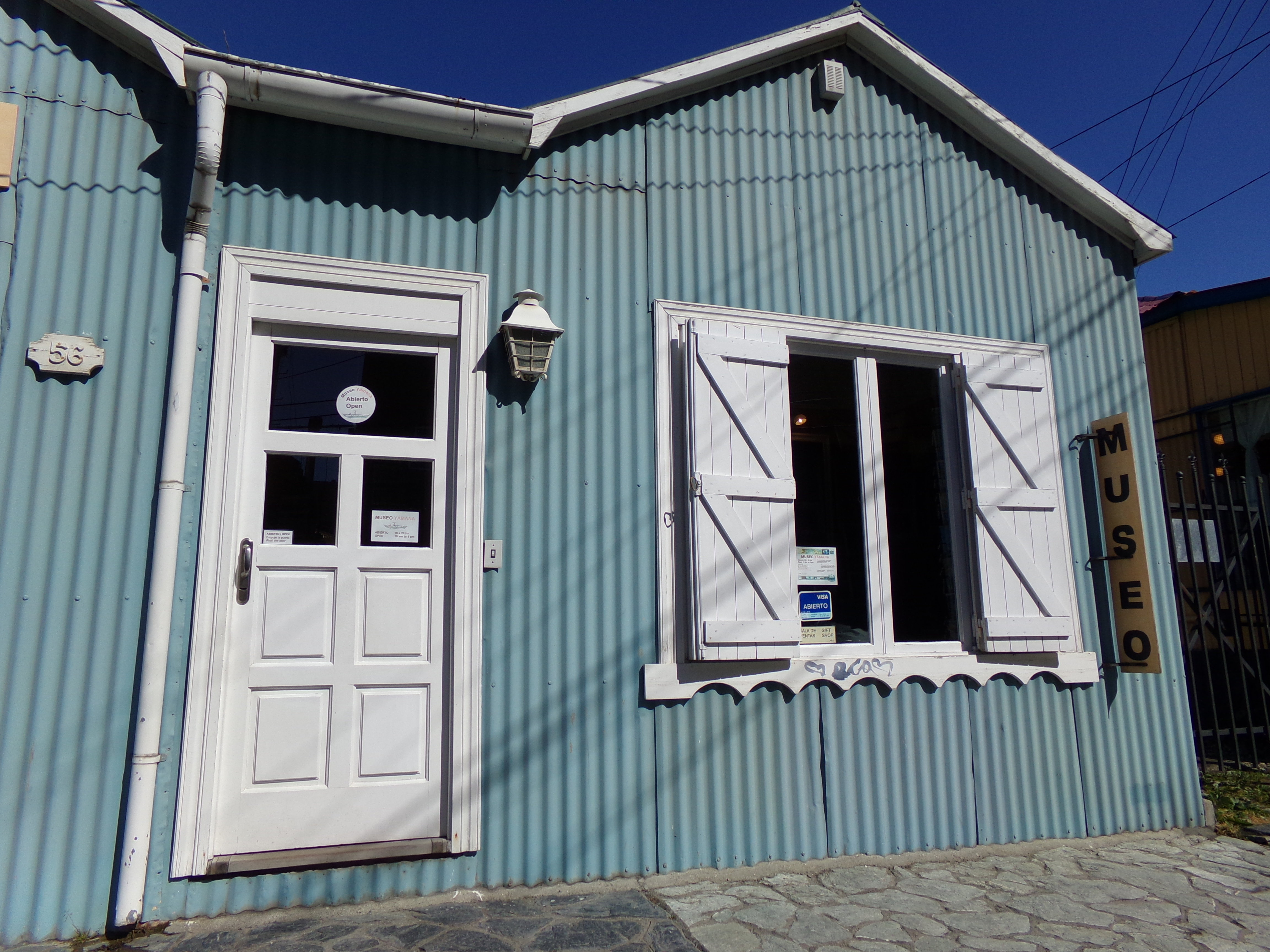